# 긴지느러미들쇠고래
긴지느러미들쇠고래(영어: long-finned pilot whale or pothead whale, Globicephala melas)는 들쇠고래속에 속하는 2가지 종 중 하나이다. 참거두고래라고도 한다. 참돌고래과에 속하지만 이들의 행동방식은 대형고래의 것에 더 가깝다. 범고래처럼 긴지느러미들쇠고래는 고래가 아닌 돌고래이다. 길이는 수컷은 4~7.6미터, 암컷은 3~3.56m에 이르며 처음 태어났을 때에는 1.8~2미터나 된다. 처음 태어났을 때에는 75kg이지만 다 크면 1.8~3.5 톤이 나간다. 오징어를 주로 먹으며 이따금씩 물고기도 먹는다.

## 같이 보기
- 고래류의 종 목록